# Араста джамия
Араста джамия (на македонска литературна норма: Араста џамија; на турски: Arasta Camii) е мюсюлмански храм в Скопие, столицата на Северна Македония.
Джамията е разположена на Старата скопска чаршия и е един от първите обекти, изградени на чаршията. Построена е в XV век. Най-старите сведения за джамията са от сиджил от 1699 година, в който се казва, че от завещанието на Игит паша се издържа тадиба в джамията с 8 акчета на ден. Джамията е обновена в XVIII век.
Джамията е разрушена по време на земетресението от 1963 година. В 2010 година Ислямската общност в Република Македония започва обновяването на джамията, но са критикувани, че ремонтните дейности унищожават и последните останки от оригиналната джамия.